# Saperda bilineatocollis
Saperda bilineatocollis es una especie de escarabajo longicornio del género Saperda, tribu Saperdini, subfamilia  Lamiinae. Fue descrita científicamente por Pic en 1924.

## Descripción
Mide 10,8-12,5 milímetros de longitud.

## Distribución
Se distribuye por China y Rusia.